# Вагинэктомия
Вагинэктомия — операция по полному или частичному удалению влагалища. Применяется для лечения рака влагалища. Также проводится по желанию трансгендерным мужчинам или небинарным трансмаскулинным людям, обычно в сочетании с другими операциями, например, такими как метоидиопластика, фаллопластика.
Если матка и яичники не удалены, то после вагинэктомии оставляют канал и отверстие, подходящие для отвода менструальных выделений. В противном случае, необходимо выполнить гистерэктомию, чтобы избежать опасности застоя менструальных выделений в организме. Точно так же в последнем случае необходимо тщательное удаление слизистой оболочки влагалища.